# Jacques Antoine Rabaut-Pommier
Jacques Antoine Rabaut, dit Rabaut-Pomier, né à Nîmes le 24 octobre 1744, mort le 17 mars 1820 à Paris (ancien 1er arrondissement), est un pasteur et un homme politique de la Révolution française.  
Pasteur à Montpellier jusqu'en 1792, il est élu député à la Convention nationale, au Conseil des Anciens entre 1792 et 1798. En 1803, il devient pasteur de l'Église réformée de Paris. En 1816, à la suite de la Restauration, il est brièvement condamné à l'exil pour avoir voté la mort sous condition de Louis XVI mais bénéficie d'une amnistie en 1818. Passionné de médecine, il milite en faveur de la vaccination.  

## Biographie
Fils de Paul Rabaut, pasteur cévenol, et de Madeleine Gaidan, il est le frère de Rabaut Saint-Étienne, d'abord pasteur, puis homme politique durant la période révolutionnaire, et de Rabaut-Dupuis, qui a lui aussi un engagement politique et qui est secrétaire du Consistoire réformé de la Seine.
Rabaut-Pomier a passé toute son enfance dans l’atmosphère d’insécurité et d’angoisse qui entourait les familles de pasteurs du Désert. Envoyé comme son frère Rabaut Saint-Étienne en Suisse pour étudier la théologie au Séminaire de Lausanne, il est ensuite pasteur à Marseille en 1770 puis à Montpellier de 1770 à 1778. Appelé à Bordeaux, il n'obtient pas l'autorisation de sortie du synode du Bas Languedoc et reste à Montpellier, jusqu'à son élection en 1792 comme député du Gard à la Convention nationale.
Le 18 juillet 1791, il épouse Élisabeth Cabrol (sœur de Pierre de Cabrol de Mouté). De cette union naissent deux fils, Paul-Émile et Paul-Pierre.
Dans le cadre de la lutte contre la variole, il défendit dès 1780 la supériorité de la vaccination sur la variolisation. Ayant été témoin du succès de l'inoculation variolique, ainsi que de quelques insuccès, il proposa vers 1784 de remplacer l'inoculation du produit variolique par celui de la « picote » et s'en ouvrit auprès de James Ireland, notable de Bristol qui lui présenta M. Pugh, médecin anglais. Ce dernier promit d'en parler à son collègue et ami Edward Jenner, qui proposa, quant à lui, d'utiliser le « cow pox ». Après la découverte de la vaccine en 1798, il écrit à Ireland qui lui répondit le 11 février 1811 pour confirmer la vérité de ses entretiens avec Pugh.

### Mandat à la Convention
La monarchie constitutionnelle, mise en place par la constitution du 3 septembre 1791, prend fin à l'issue de la journée du 10 août 1792 : les bataillons de fédérés bretons et marseillais et les insurgés des faubourgs de Paris prennent le palais des Tuileries. Louis XVI est suspendu et incarcéré à la tour du Temple avec sa famille. 
En septembre 1792, Jacques-Antoine Rabaut-Pomier est élu député du département du Gard, le septième sur huit, à la Convention nationale.   

Il siège sur les bancs de la Gironde, comme son frère aîné Jean-Paul Rabaut-Saint-Étienne. Lors du procès de Louis XVI, il vote la mort et se prononce en faveur de l'appel au peuple et du sursis à l'exécution :    
Je crois que Louis a mérité la mort, mais si la Convention en prononçait la peine, je crois que son exécution doit être renvoyée après la tenue des assemblées primaires [...].    
Le 13 avril 1793, il vote en faveur de la mise en accusation de Jean-Paul Marat. Celui-ci le dénonce un mois plus tard dans son journal comme membre de la « faction des hommes d’État ». Le 28 mai, il est absent lors du scrutin sur le rétablissement de la Commission des Douze.   
À l'issue des journées du 31 mai et du 2 juin, son frère aîné, Rabaut-Saint-Étienne, est décrété d'arrestation et gardé par des gendarmes à son domicile parisien. Il est décrété « traître à la patrie » le 28 juillet 1793 pour s'être enfuit.   

Le 20 juin, Rabaut-Pomier adresse une lettre aux administrateurs du Gard dans laquelle il condamne l'insurrection parisienne, et cosigne une déclaration avec ses collègues gardois François Aubry et Jean-Pierre Chazal :   
Vous avez été instruits que la Convention nationale a été dernièrement opprimée, et que le violence lui a arraché des décrets.    
Le 3 octobre, sur motion de Jean-Pierre-André Amar (député de l'Isère), membre du Comité de Sûreté générale, il fait partie des députés décrétés d'arrestation pour avoir signé la protestation contre le 31 mai et le 2 juin. Le 15 frimaire an II (le 5 décembre 1793), Rabaut-Pomier et Rabaut-Saint-Étienne, à l'issue d'une dénonciation, sont arrêtés dans le faubourg Poissonnière. Rabaut-Saint-Étienne est reconnu devant le tribunal révolutionnaire et exécuté le jour-même, et Rabaut-Pomier est incarcéré.    
Le 18 frimaire an III (18 décembre 1794), Rabaut-Pomier et les autres signataires détenus sont libérés et réintégrés à la Convention. Il prend part à la réaction thermidorienne :   
- Le 15 floréal (le 4 mai 1795), il est élu membre du Comité de Salut public aux côtés de Jacques Defermon (député d'Ille-et-Vilaine), de Louis-Gustave Doulcet de Pontécoulant (député du Calvados), de Jean-Baptiste Treilhard (député de Seine-et-Oise) et de Théodore Vernier (député du Jura)[15].
- Le 18 (le 7 mai), il est élu membre de la Commission des Vingt-et-Un chargée d'examiner la conduite de Joseph Le Bon accusé d'avoir commis des violences durant sa mission dans le Nord-Pas-de-Calais[16].
- Le 16 vendémiaire an IV (8 octobre 1795), il prononce un hommage à son frère exécuté et fait décréter l'impression de ses travaux[17].

### De 1795 à sa mort
Sous le Directoire, Jacques-Antoine Rabaut-Pomier est réélu député du Gard et siège au Conseil des Anciens. Le 1er messidor an IV (le 19 juin 1796), il est élu secrétaire sous la présidence de Jean-Étienne-Marie Portalis. Il est tiré au sort pour quitter le Conseil le 1er prairial an VI (le 20 mai 1798).  
Il soutient le coup d'État du 18 brumaire. 
Sous le Consulat, il occupe quelques postes comme employé à la comptabilité intermédiaire, puis sous-préfet du Vigan (7 avril 1800), fonction dont il se démet en 1801. 
En 1803, il renoue avec sa vocation pastorale : il devient l’un des trois premiers pasteurs de l’Église réformée de Paris avec Paul-Henri Marron, président du Consistoire réformé de la Seine, et Jean-Frédéric Mestrezat.
Les trois pasteurs de Paris ont été associés dans la conduite des premières années de l’Église réformée de Paris désormais officielle. Ils ont activement collaboré à la tête du Consistoire. Leurs signatures communes figurent dans des lettres pastorales, dans leur réponse aux propositions d'union avec l’Église catholique, ils ont préparé ensemble la représentation des protestants de France à la fête du couronnement…
L’autorité politique elle-même a associé les trois pasteurs Marron, Rabaut-Pomier et Mestrezat  : en 1804, le Premier Consul les a distingués tous les trois en leur attribuant, en même temps, le 5 juillet 1804, la Légion d'honneur. Ils recevront la décoration des mains du Premier Consul. Ils ont été invités à assister ensemble au sacre de Napoléon Ier.
En 1816, il dut quitter sa fonction ecclésiastique : à la Restauration, il fut condamné en application de la loi du 12 janvier 1816 contre les régicides, car il avait signé l'Acte additionnel pendant les Cent-Jours, il quitta Paris le 17 mars avec un passeport pour la Prusse. Toutefois, son vote n'ayant pas compté dans la condamnation à mort de Louis XVI, Louis XVIII lui accorda une amnistie partielle le 11 février 1818, et il rentra de Clèves à Paris le 19 août suivant. 
À son retour en France, il ne fut pas réintégré dans son ministère pastoral — le consistoire n’avait pas osé intervenir en sa faveur — il fut remplacé par Henri François Juillerat.
Il mourut moins de deux ans plus tard. Il est inhumé au cimetière du Père-Lachaise (39e division),.